# Častonice (Hlavňovice)
Častonice jsou malá vesnice a část obce Hlavňovice v okrese Klatovy v Plzeňském kraji. Nachází se asi dva kilometry západně od Hlavňovic. Častonice jsou také název katastrálního území o rozloze 1,26 km².

## Název
Název vesnice je odvozen z osobního jména Častoň ve významu ves lidí Častoňových. V historických pramenech se název objevuje ve tvarech: Častonice (1428), Czastonicze (1555) nebo Cziastonicze (1568).

## Historie
První písemná zmínka o vesnici pochází z roku 1420.

## Obyvatelstvo
| Rok            | 1869 | 1880 | 1890 | 1900 | 1910 | 1921 | 1930 | 1950 | 1961 | 1970 | 1980 | 1991 | 2001 | 2011 | 2021 |
| -------------- | ---- | ---- | ---- | ---- | ---- | ---- | ---- | ---- | ---- | ---- | ---- | ---- | ---- | ---- | ---- |
| Počet obyvatel | 97   | 87   | 76   | 69   | 71   | 77   | 64   | 45   | 42   | 28   | 18   | 17   | 18   | 21   | 22   |
| Počet domů     | 13   | 13   | 13   | 12   | 13   | 13   | 12   | 13   | 13   | 9    | 6    | 9    | 10   | 10   | 10   |

## Obecní správa
Při sčítání lidu v letech 1850–1959 Častonice byly osadou obce Zámyšl v okrese Sušice. Od roku 1960 jsou částí obce Hlavňovice v okrese Klatovy.

## Pamětihodnosti
- Venkovská usedlost čp. 9